# Hippoporidra picardi
Hippoporidra picardi is een mosdiertjessoort uit de familie van de Hippoporidridae. De wetenschappelijke naam van de soort is voor het eerst geldig gepubliceerd in 1962 door Gautier.